# Prżdewo
Prżdewo (mac. Прждево) – wieś w południowej Macedonii Północnej, terytorialnie i administracyjnie należąca do gminy Demir Kapija. Według stanu na 2002 rok jej liczebność wynosiła 235 mieszkańców.

położenie wsi na mapie gminy

Według danych ze spisu powszechnego przeprowadzonego w 2002 roku, wieś Prżdewo zamieszkiwało 235 osób deklarujące następującą narodowość: 
- Macedończycy – 210 (89,35%)
- Turcy – 23 (9,79%)
- Serbowie – 1 (0,43%)
- Inni – 1 (0,43%)